# On n'est pas là pour se faire engueuler
On n'est pas là pour se faire engueuler est une chanson dont les paroles ont été écrites par Boris Vian avec une musique de Jimmy Walter en 1954.

## La chanson
Sous titrée par l'auteur Chanson fringante et démocratique elle a été créée par Boris Vian, accompagné de Jimmy Walter aux Trois Baudets en février 1955, chantée encore par l'auteur sur la même scène en avril de la même année, puis en juin, accompagné par l'orchestre de Claude Bolling. 
La chanson fait partie du deuxième quarante cinq tours enregistré par Boris Vian, disque qui porte le titre Chansons impossibles et qui comprend également La Complainte du progrès, Cinématographe, et J'suis snob. Les deux quarante cinq tours ont été distribués à la fin de l'année 1955 et jusqu'en 1956, date à laquelle Boris avait cessé de chanter pour raison de santé.

## Réception et postérité de la chanson
Très soutenue par le journal Le Canard enchaîné, en même temps que les autres chansons de Vian, On n'est pas là pour se faire engueuler n'est chantée en 1955 que par Philippe Clay et par Patachou. 
Remise à la mode par Les Charlots en 1969, elle connaît un très vif succès à partir de 1979, lorsque Coluche l'interprète dans le spectacle  du café-théâtre du Grand Orchestre du Splendid. Elle a été reprise de nombreuses fois par de nombreux chanteurs et elle donne son titre à un album collectif sorti en 2009 : On n'est pas là pour se faire engueuler !.